# Niederer Fricken
Das Niedere Fricken ist eine 1682 m ü. NHN hohe Graterhebung im Estergebirge. Der Hohe Fricken im Hauptgrat des Estergebirges sendet einen Grat nach Westen, der im Niederen Fricken kulminiert, bevor dieser steil ins Loisachtal abfällt. Der Grat ist latschenbewachsen und nicht begehbar.